# Zhejiang Fortune Financial Center
El Zhejiang Fortune Financial Center (en chino simplificado, 浙江财富金融中心; pinyin, Zhèjiāng cáifù jīnróng zhōngxīn) es un complejo de rascacielos situado en Hangzhou, Zhejiang, China. Se compone de dos torres de oficinas y un podio que contiene comercios, bancos y restaurantes. Las torres tienen una altura de 258 m (oeste) y 188 m (este), con 52 y 36 plantas respectivamente. Ambas tienen una planta elíptica y una cubierta inclinada. La construcción comenzó en 2006 y finalizó en 2011. Son el primer y el cuarto edificio más alto de la ciudad de Hangzhou.

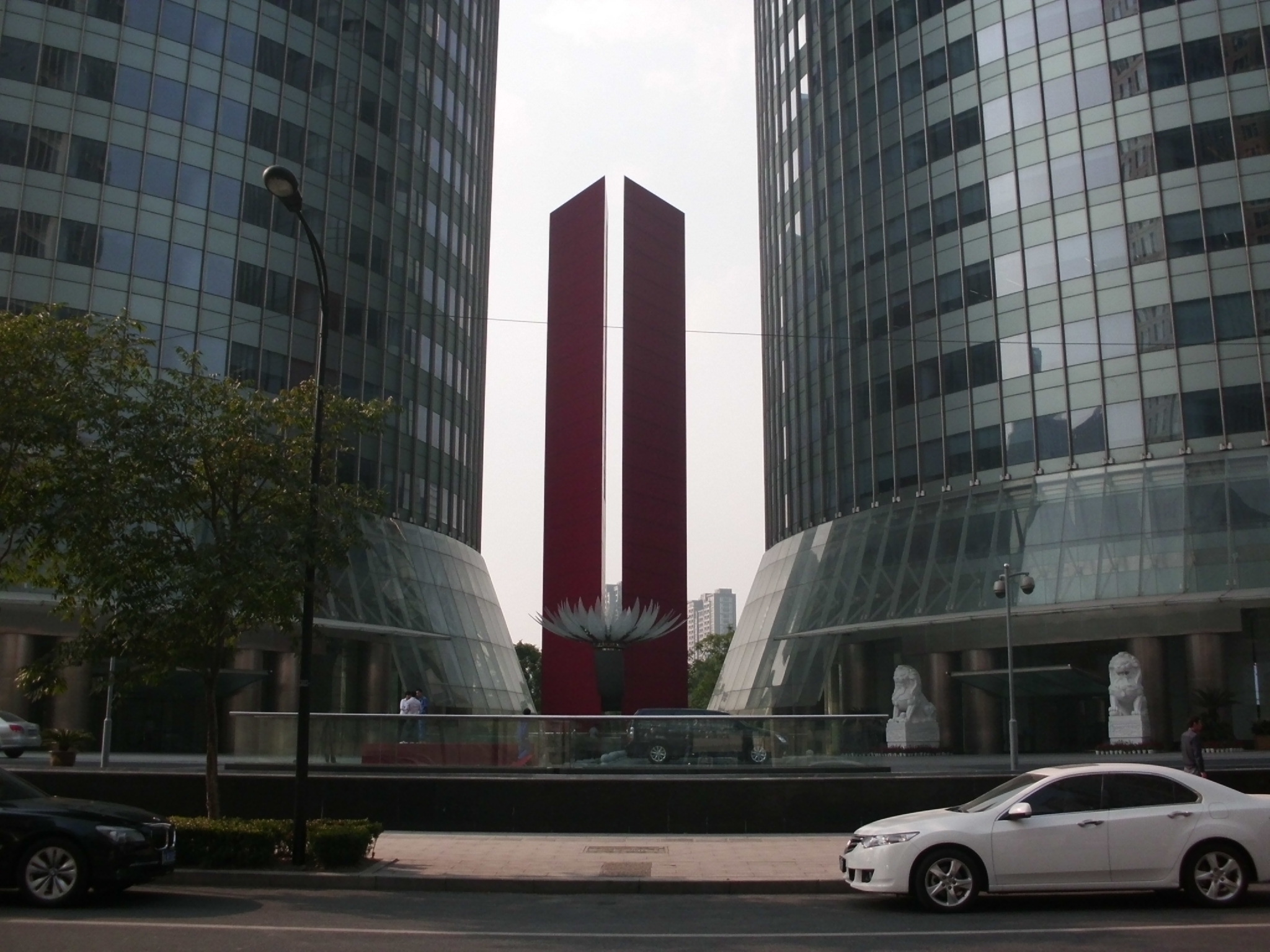
La escultura "Lotus" en la base de las torres

En la plaza del complejo hay una escultura pública de John Portman llamada "Lotus". La escultura consiste en un obelisco de metal rojo de 32 metros de altura de la que sobresale una flor de lotus de metal de 7 metros de diámetro. La escultura simboliza un candelabro urbano y tiene la intención de invocar un ambiente festivo y también de ser un acto de transición de la gran escala de las torres a la de las personas del terreno.
Entre las características respetuosas con el medio ambiente del proyecto están:
- Promueve alternativas a los coches, con enlaces al transporte público, aparcamiento para bicicletas y comodidades para los peatones.
- Uso de materiales y productos locales o regionales, lo que tiene muchos beneficios, como estimular la economía local y reducir la contaminación provocada por el transporte.
- Uso de plantas, árboles y arbustos locales en el ajardinamiento, lo que crea biodiversidad en un entorno urbano, reduce la necesidad de productos químicos, filtra el agua de lluvia y controla la erosión.
- El cristal del muro cortina permite la transmisión de luz solar, pero impide la penetración del calor.[3]